# León de Rosmithal de Blatna

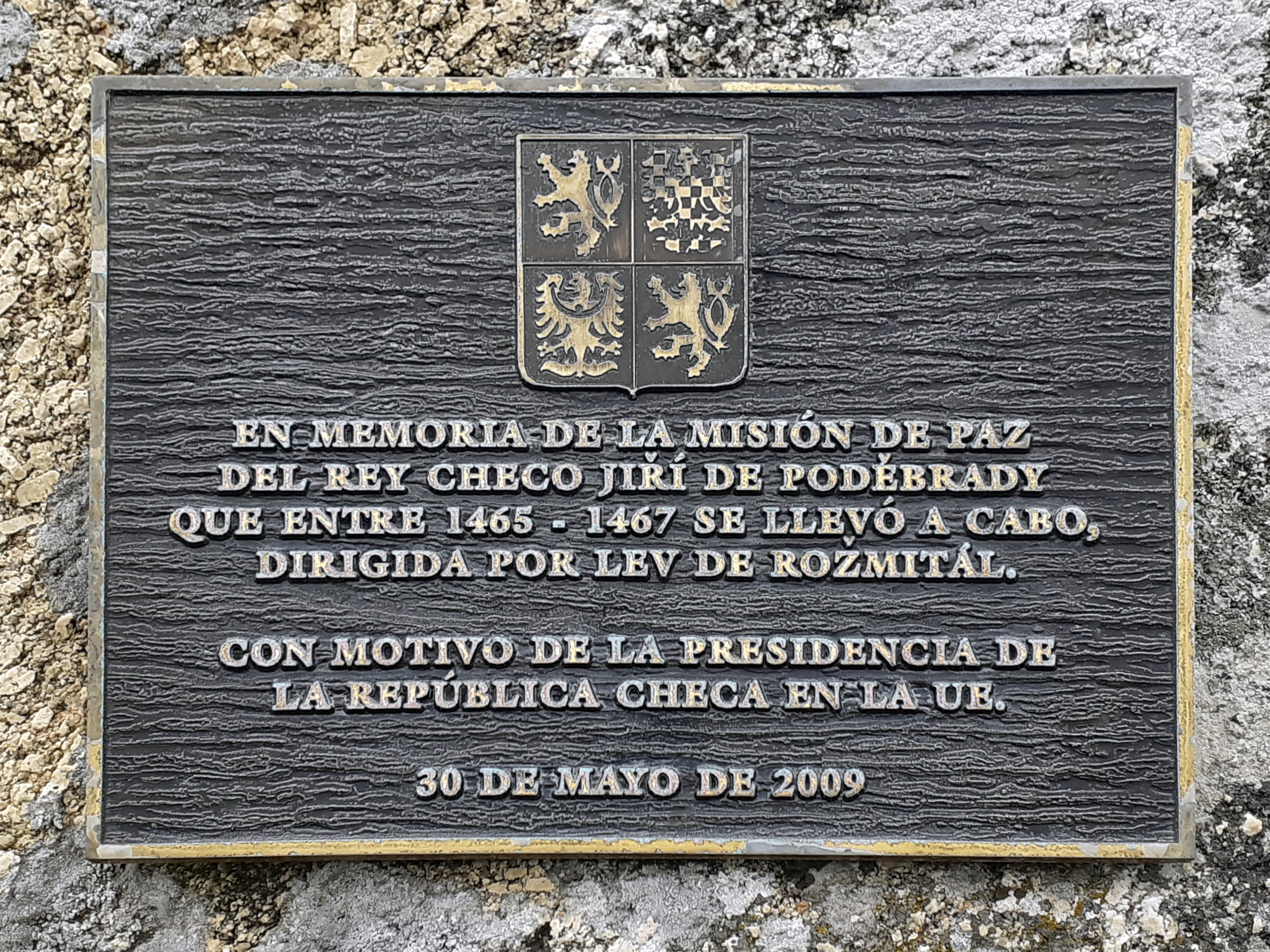
Placa en Finisterre commemorando la misión de paz de Jorge de Podiebrad i el viaje de León de Rosmithal de Blatna

León de Rosmithal de Blatna (denominado Barón de Rosmithal de Blatna; en checo: Jaroslav Lev z Rožmitálu a na Blatné) es un noble bohemio, cuñado de Jorge de Bohemia. Nació alrededor de 1425 y murió el 23 de octubre de 1486.
Es conocido por haber completado en el año 1467, un viaje documentado por Europa. El viaje se realiza desde Praga (sale el 1465) a España y Portugal (1466) con una comitiva de cuarenta personas. Visita en su viaje: Renania, Flandes, Inglaterra, España y Portugal. El objetivo de ese viaje era doble, por un lado hacer observaciones militares y por otro analizar las costumbres religiosas de cada país.